# Nicolás Condito
Nicolás Condito (Villa Adelina, Buenos Aires, 19 de mayo de 1991) es un actor, director y dramaturgo que ha trabajado en cine, televisión y teatro.

## Biografía
Es hijo del distribuidor Pascual Condito y Silvia López. Desde los 9 años Nicolás empezó a estudiar actuación en el Instituto Cervantes, después estudio con Gabriela Izcovich, Valentina Fernández de Rosa, Nora Moseinco y en el estudio de Julio Chávez, además estudio canto en la escuela de Claudio Garofalo.

## Cine

### Películas
- 2003: Conversaciones con mamá, de Santiago Carlos Oves.
- 2003: Las mantenidas sin sueños, de Vera Fogwill y Martín Desalvo.
- 2003: El favor, de Pablo Sofovich.
- 2003: La mujer rota, de Sebastián Faena.
- 2004: Un minuto de silencio, de Roberto Maiocco.
- 2004: Ni tan lejos, ni tan cerca, de Javier Ponzone.
- 2005: Sofacama, de Ulises Rossel.
- 2005: La demolición, de Marcelo Mangone.
- 2006: Suspiros del corazón, de Enrique Gabriel.
- 2006: Cara de queso —mi primer ghetto—, de Ariel Winograd.
- 2006: Yo soy sola, de Tatiana Mereñuk.
- 2006: Matar a Videla, de Nicolás Capelli.
- 2006: El salto de Cristian, de Eddie Calcagno.
- 2007: Insomnia, de Beto Souza (Brasil).
- 2007: Horizontal/Vertical, de Nicolás Tuozzo.
- 2008: Vecinos de Rodolfo Durán.
- 2009: Verano amargo, de Juan Carlos Desanzo.
- 2009: Solos en la ciudad, de Diego Corsini.
- 2009: Empacados, de Anna Penteado.
- 2009: Dos hermanos, de Daniel Burman.
- 2010: El abismo ... Todavía estamos, de Pablo Yotich.
- 2010: Güelcom, de Yago Blanco.
- 2011: Últimas vacaciones en familia, de Nicolás Teté.
- 2011: Orillas, de Pablo César.
- 2011: Verdades verdaderas, la vida de Estela, de Nicolás Gil Labedra.
- 2011: Otro corazón, de Tomas Sánchez.
- 2012: Domingo de Ramos, de José Glusman.
- 2012: Cuando yo te vuelva a ver, de Rodolfo Duran.
- 2013: Betibú, de Miguel Cohan.
- 2014: Testigo íntimo, de Santiago Fernández Calvete.
- 2014. El borde del tiempo, de Jorge Rocca.
- 2014: Ónix, de Nicolás Teté.
- 2015: Otra historia del mundo, coproducción con Uruguay, de Guillermo Casanova.
- 2018: Unidad XV, de Martin Desalvo.

### Cortometrajes
- 2006: Muñeca de Martín Wain.
- 2009: Algo de ella de Nicolás Tete.
- 2010: Por primera vez, esta noche de Nicolás Tete.
- 2011: La regla de Nicolás Dolensky.
- 2011: La polonesa heroica de Noe Zobko.
- 2013: En crítica de Luz Orlando Brennan

## Televisión
- 2004: Mosca & Smith, Telefe.
- 2006: Mujeres asesinas, Canal 13.
- 2009: televisión x la inclusión, Canal 9.
- 2010: Sutiles diferencias, programa especial de la Fundación Huésped y Canal 13.
- 2010/2011: Contra las cuerdas, TV Pública.
- 2011: Unidad 9, serie producida por INCAA.
- 2011: Proyecto aluvión, Canal 9
- 2011: Maltratadas, América TV
- 2011: Los pibes del puente
- 2012: Presentes , miniserie producida por Mulata films para Canal Encuentro.
- 2012: El secretario, miniserie producida por el INCAA.
- 2012: Historia clínica , unitario de Underground.
- 2015: Entre caníbales, Telefe dirigido por Juan José Campanella.
- 2015: Presentes - Segunda Temporada , miniserie producida por Mulata Films para Canal Encuentro.
- 2015: En Viaje, serie producida por INCAA.
- 2015: Historia de un clan, Telefe producido por Underground, dirigido por Luis Ortega.
- 2016: Estocolmo, miniserie, dirigido por Jesús Brazeras.
- 2017: Vida de película, miniserie, dirigido por Matías Bertilotti.

## Teatro
Actor
- 2013/2014: Cuando el tiempo está después de Jorge Acebo. Teatro Payro
- 2019: Lo Mejor de Mi Esta por Llegar de Jorge Acebo. Teatro El Arenal
- 2019: 0800 Solutions dirigido por Nicolás Tete. MicroTeatro Argentina
- 2019: Inhalo, Exhalo dirigido por Nicolás Tete. MicroTeatro Argentina

Director
- 2017: Fraternal, Teatro El Método Kairos
- 2018/2019: P.A.R. Percepcion Abstracta de lo Real, Teatro El Método Kairos
- 2019: Ni arriba, ni abajo, Microteatro Argentina
- 2019: Sin Palabras, Microteatro Argentina
- 2019: Fuera de Texto, Microteatro Argentina
- 2020: No Hay Remate, Microteatro Argentina